# William Stokes

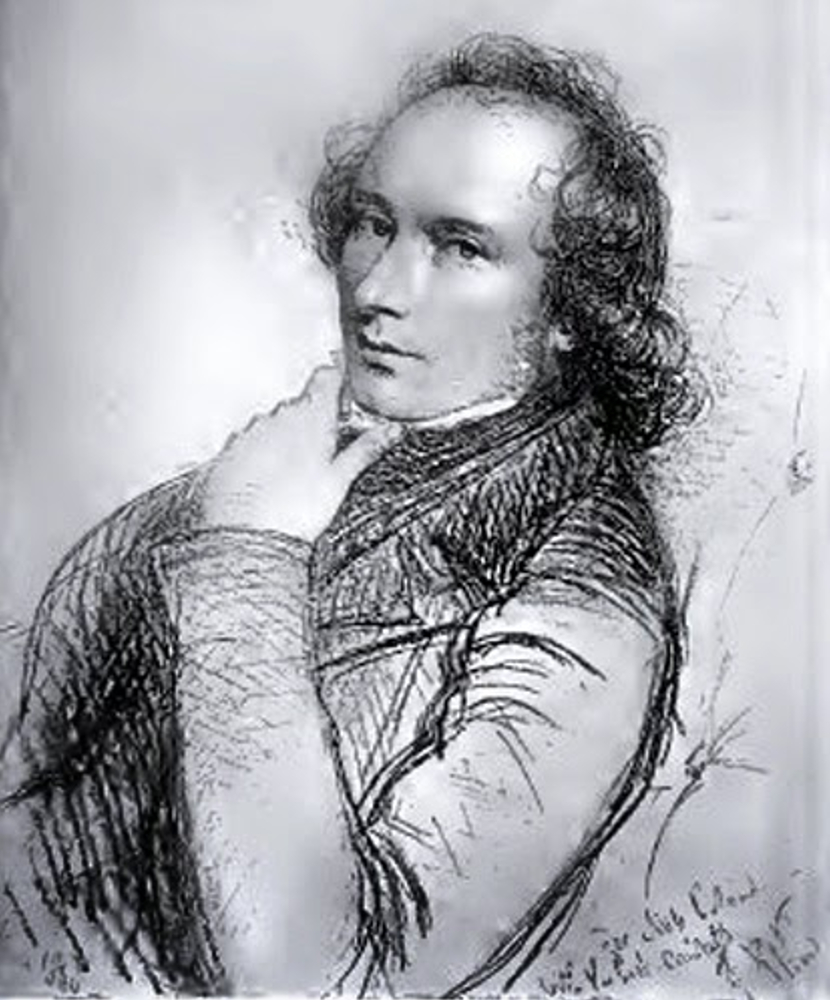
William Stokes

William Stokes (* 1. Oktober 1804 in Dublin; † 10. Januar 1878 in Carraigbreac House, Baily, Howth) war ein irischer Arzt und gilt als einer der bedeutendsten irischen Mediziner des 19. Jahrhunderts.

## Familie
William Stokes wurde als fünftes Kind (zweiter Sohn von neun Kindern) des Arztes Whitley Stokes (1763–1845) und Mary Anne (Tochter von Hugh Picknell of Lough) geboren. 1828 heiratete er Mary Black.
Stokes war Vater des Keltologen Whitley Stokes und der Altertumswissenschaftlerin Margaret Stokes. Ein weiterer Sohn, William Stokes, war ebenfalls Arzt.

## Ausbildung und Beruf
William Stokes hatte keine schulische Ausbildung im üblichen Sinn, da er bereits am ersten Schultag von der Schule suspendiert worden war. Als junger Mann war er von schüchterner Wesensart, scheute Arbeit und las lieber. Schließlich begann er am Meath Hospital mit Robert James Graves, dessen Freundschaft er lebenslang schätzte, in der ärztlichen Ambulanz zu arbeiten. Darüber hinaus begleitete er seinen Vater bei Krankenbesuchen im Hinterland Dublins, praktische botanische, geologische und mineralogische Studien ergaben sich nebenbei. Die vernachlässigte Grundausbildung (klassische Sprachen, Mathematik) erhielt Stokes bei dem Mathematiker John Walker, der mehrere bekannte mathematische Lehrbücher verfasst hatte und Lehrer am Trinity College war.
Nach einem mehrmonatigen Aufenthalt in Glasgow, wo er sich insbesondere mit dem Studium der Chemie befasste, entschloss sich Stokes 1823 zum Medizinstudium in Edinburgh. Hier war er Schüler von William Alison und noch während des Studiums schrieb er, beeindruckt von Laënnecs Erfindung des Stethoskops, eine Abhandlung von 269 Seiten über den klinischen Gebrauch dieses diagnostischen Instruments (Auskultation). Nach der Promotion 1825 (M.D.) kehrte er nach Dublin zurück und übernahm dort die Stelle seines Vaters am Meath Hospital. Kurze Zeit später begann er eine Tätigkeit als klinischer Lehrer.
Im Herbst und Winter 1826 wurde Dublin von einer schweren Typhus-Epidemie heimgesucht. Im Frühling des nächsten Jahres infizierte er sich selbst mit dieser Krankheit und wäre daran beinahe gestorben. Neben seiner Arbeit am Krankenhaus führte Stokes auch eine äußerst erfolgreiche Privatpraxis in Dublin.
1842 folgte er als Regius Professor of Physic an der University of Dublin seinem Vater nach. Aus gesundheitlichen Gründen musste Stokes seine akademische Tätigkeit 1876 aufgeben.

## Leistung
Stokes beschäftigte sich mit der Anwendung des Stethoskops und veröffentlichte 1837 ein Buch über Brusterkrankungen. Gemeinsam mit Graves gab er ab 1836 (bis 1842) das Dublin Journal of Medical Science heraus und fungierte 1838 als Mitbegründer der Pathologischen Gesellschaft Dublins (mit R.W. Smith und Graves).
Ein Hauptanliegen Stokes war die Verbesserung der ärztlichen Ausbildung (wissenschaftliche Beobachtung, Unterricht am Krankenbett), darüber hinaus sorgte er dafür, dass 1871 am Trinity College die Ausbildung und Prüfung in State Medicine (öffentliches Gesundheitswesen) als wesentlicher Bestandteil des Medizinstudiums verankert wurde, auch ein Schritt in Richtung einer Präventivmedizin.
Von Stokes stammen 144 Veröffentlichungen (ärztliche Ausbildung, medizinische Fragestellungen). Er arbeitet über die Pathologie der Brustorgane (Pleura, Lunge, Herz), über Typhus, Gefäßaneurysmen, Erkrankungen von Leber und Galle, über Diphtherie, Fieber, Meningitis sowie medizinische Ethik und öffentliches Gesundheitswesen. 
Zwei der bekanntesten irischen (patriotischen) Dichter, James Clarence Mangan und Thomas Davis waren mit Stokes befreundet, er betreute beide ärztlich. Mit George Petrie, Archäologe, Künstler und Sammler irischer Musik, führte er einen lebhaften Briefwechsel. 
Stokes erhielt mehrere Ehrendoktorwürden (Edinburgh 1861 LL.D., Oxford 1865 D.C.L., Dublin M.D.), war Mitglied medizinischer Gesellschaften (Wien, Berlin, Leipzig, Edinburgh, Gent, Baden, Philadelphia), wurde 1874 zum Präsidenten der Royal Irish Academy ernannt und erhielt im Jahr seiner Emeritierung (1876) den preußischen Orden Pour le Mérite durch Kaiser Wilhelm I.
Nach ihm und Robert Adams ist das Adams-Stokes-Syndrom (auch Morgagni-Adams-Stokes-Syndrom) benannt, worüber Stokes 1946 eine erste Übersicht mit zwei Fallbeschreibungen verfasst hat. Er beschrieb außerdem zusammen mit John Cheyne die Cheyne-Stokes-Atmung sowie die Dickenzunahme des Halses (Ödem) bei oberer Einflussstauung (Stokes-Kragen).

## Schriften (Auswahl)
- Disease of the Heart and Aorta. Dublin 1835.
- A Treatise on the Diagnosis and Treatment of Diseases of the Chest by William Stokes and Henry Wentworth Acland. Publisher: The New Sydenham Society, London 1882.
- A treatise on the diagnosis and treatment of diseases of the chest. 1837
- Observations on some Cases of permanently slow pulse. Dublin Q J Med Sci 2 (1846) 73
- Diseases of the heart and the aorta. 1854
- The life and labours in art and archaeology of George Petrie.